# Еврейские земледельческие колонии в Российской империи
Еврейские земледельческие колонии в Российской империи — земледельческие поселения евреев в Российской империи, организованные на принципах, сходных с поселениями иностранцев в России.

## История
Еврейские земледельческие колонии в России первоначально были созданы в Херсонской губернии в 1806 году, когда евреи стали массово выезжать из Польского царства России. Указ от 9 (21) декабря 1804 года впервые позволил евреям в России покупать землю для создания земледельческих поселений (колоний). Прежде большинство переселенцев-иностранцев в Российской империи составляли немцы и балканские славяне.
Как и прочие сельскохозяйственные поселенцы (колонисты), перешедшие в земледельческое сословие евреи получили временные налоговые льготы, освобождение от рекрутской повинности, а также субсидии для приобретения или покупки земельных угодий. Целью этой политики было приобщение евреев, большая часть из которых оказалась в пределах Российской империи после очередного раздела Польши, к земледельческому труду для освоения незаселённых степных и новообретённых земель. Прежде евреям не дозволялось ни проживать в сельской местности, ни покидать черту оседлости. Результатом этих ограничений, а также ограничений в выборе занятия, явилась чрезвычайная скученность и нищета в местечках в пределах черты.
В середине XIX века царское правительство дозволило создание еврейских земледельческих колоний в южных районах страны, и в первую очередь в присоединённых в результате недавних русско-турецких войн Бессарабском крае и Новороссии.
Указ императора Николая I «Положение о евреях» от 13 (25) апреля 1835 года позволял евреям получать казённые земли в бессрочное пользование, приобретать и арендовать земельные участки в шести губерниях, а также предусматривал временные рекрутские и налоговые послабления для колонистов. В том же году состоялась неудачная попытка создания еврейских колоний в Сибири. Подавляющее большинство еврейских сельскохозяйственных колоний последующих лет было организовано в Бессарабской области, Екатеринославской и Херсонской губерниях.
Колонизация Екатеринославской губернии началась в 1846 году. В 1858 году 18 еврейских земледельческих колоний были образованы в Подольской губернии, куда переселилось более 1,100 семей. За короткий промежуток времени в России появилась новая прослойка евреев-земледельцев, которые к середине XIX столетия составляли уже 3 % от всего еврейского населения страны, а в Бессарабской области — около 16 %. К 1900 году в общей сложности насчитывалось около 100,000 колонистов-евреев.
Политика поощрения еврейского земледелия в России была свёрнута императором Александром II новым указом от 30 мая (11 июня) 1866, вновь наложившим запрет на приобретение евреями земельных участков. Ещё более усугубили положение земледельческих колоний «Временные правила» 1882 года, согласно которым по истечении первоначального арендного срока земельные участки колоний не могли быть ни куплены, ни арендованы самими колонистами.
Несмотря на запрет и активные меры по ограничению еврейского земледелия, около 20—25 % жителей еврейских колоний продолжали заниматься сельскохозяйственной деятельностью. Во многих колониях выращивались новые культуры, пользующиеся спросом и приносящие прибыль: сахарная свёкла, подсолнухи, табак. Многие колонисты вынужденно переключились на сопряжённые занятия, такие, как птицеводство. На месте некоторых колоний возникли целые местечки, где регулярно проводились ярмарки, а большинство евреев вернулись к занятию торговлей и ремёслами.

## После распада империи
В результате отмены черты оседлости, Гражданской войны, коренизации, погромов, голода и эпидемий часть колоний прекратила своё существование в начале 1920-х годов. Значительная часть евреев покинула местечки и бывшие колонии в поисках работы в крупных городах, а также эмигрировав в США, Палестину и страны Латинской Америки. В некоторых бывших колониях евреи стали меньшинством. В ряде бывших колоний были организованы коллективные хозяйства (колхозы и совхозы). В то же время созданный в 1924 год в Союзе ССР Комитет по земельному устройству еврейских трудящихся (КомЗЕТ) продолжил политику привлечения еврейского населения Советской России к производительному труду. Год спустя было создано Общество землеустройства еврейских трудящихся (ОЗЕТ) — формально общественная организация для содействия КомЗЕТу и взаимодействия с международными еврейскими организациями, в первую очередь Джойнтом.
Первоначально еврейские сельсоветы создавались большей частью в Крыму, а также в районе «старых» еврейских земледельческих колоний, основанных ещё в начале XIX века. К концу 1920-х годов было создано 160 таких сельсоветов в УССР, 29 — в КрАССР и 27 — в БССР. С 1925 по 1937 год туда переселились 126 000 евреев, из которых, правда, только 53 000 остались на новом месте. 
В 1930-е годы коллективизация и индустриализация привели к новому оттоку молодежи в города и сокращению численности евреев-крестьян. В мае 1938 года все созданные ранее еврейские национальные районы и сельсоветы были расформированы. Большинство не успевших эвакуироваться жителей бывших еврейских колоний и сельсоветов в период Великой Отечественной войны были убиты в ходе Холокоста.